# Vitry-aux-Loges
 Vitry-aux-Loges  es una población y comuna francesa, en la región de Centro, departamento de Loiret, en el distrito de Orleans y cantón de Châteauneuf-sur-Loire.

## Demografía
| 1176 | 1187 | 1357 | 1518 | 1622 | 1724 |
| Para los censos de 1962 a 1999 la población legal corresponde a la población sin duplicidades (Fuente: INSEE [Consultar]) |      |      |      |      |      |